# Hella Heizmann und ihre Rasselbande
Hella Heizmann und ihre Rasselbande (auch: Hella Heizmann und ihr Kinderchor, Hella und ihre Rasselbande, Hellas Rasselbande oder Die Rasselbande) war ein Kinderchor mit und unter der Leitung von Hella Heizmann.

## Geschichte
Als Mutter zweier Töchter entschied Hella Heizmann sich Anfang der 1980er Jahre ein Album mit zeitgemäßen christlichen Kinderliedern zu veröffentlichen. In Zusammenarbeit mit dem Pfarrer und Texter Johannes Jourdan entstanden im Folgenden eine Reihe moderner Kinderpsalmen. 1983 erschien das Konzept unter dem Titel Halleluja mit Händen und Füßen, eingesungen von der Liedermacherin selber – zumeist jedoch von einem eigens zusammengestellten Kinderchor unter der Bezeichnung Hella Heizmann und ihr Kinderchor. Der anhaltende Erfolg ihrer Kindermusik bewog Hella Heizmann in den folgenden Jahren dazu, sich bald ausschließlich der Kindermusik zu widmen. So veranstaltete sie bald bis zu fünf Kindersingefreizeiten jährlich in ganz Deutschland. Aus den zahlreichen Kinderstimmen dieser Arbeit wählte Hella Heizmann geeignete Sängerinnen und Sänger für ihren bald als „Rasselbande“ bekannt gewordenen Kinderchor aus, mit dem sie ihre Musikaufnahmen sowie deutschlandweite Musicaltourneen machte.

## Diskografie

### Alben
- Halleluja mit Händen und Füßen. Kinderpsalmen von und mit Hella Heizmann [...]. (Hänssler Music, 1983)
- Nur für Kinder. (Papagayo, LC-06712, LP-Nr. 1C 038-15 6014 1, 1985)
- In Israel, da war was los. Bibel-Lieder mal anders. (Hänssler Music, 1985)
- Singt mit!: Die Mainzelmännchen – Fernseh-Hits. (Dino Music, LC-08410, LP-Nr. 1071, 1985)
- Bärenstark und kinderleicht. 14 neue Kinderlieder von und mit Hella Heizmann [...]. (Hänssler Music, 1988)
- Die Hochzeit zu Kana. Hella’s Kindermusical. (Hänssler Music, 1989)
- Echt elefantastisch. Hella Heizmann und ihre Rasselbande mit 13 neue Kinderliedern. (Schulte & Gerth, 1990)
- Die Schrift an der Wand. Ein Musical für Kinder von Hella Heizmann. (Schulte & Gerth, 1990)
- Die sonderbare Nacht. Ein Weihnachtssingspiel für Kinder von Hella Heizmann. (Schulte & Gerth, 1991)
- Ohrwürmer. Hella Heizmann – nicht nur für Kinder. (Schulte & Gerth, 1992)
- Abends ist es schön. Zwölf Lieder zum Einkuscheln von Hella Heizmann. (Schulte & Gerth, 1992)
- Die Reise nach Jerusalem. Ein Musical für Kinder von Hella Heizmann. (Schulte & Gerth, 1993)
- Einfach tierisch. (Schulte & Gerth, 1993)
- Hella für Minis. (Schulte & Gerth, 1993)
- Total genial. (Schulte & Gerth,  1995)
- Pfiffig-frech, traurig-froh. (Felsenfest, 1996)

### Single
- Regenbogen-Str. Vier neue Kinderlieder aus dem Gemeindejugendwerk. (GJW, 1983?, Maxi-Single)

### Compilations
- Hellas schönste Kinderlieder. (Hänssler Music, 1991)
- Einfach bombastisch!: Das Beste von Hellas Rasselbande. Vol. 1. (Schulte & Gerth, 1996)
- Einfach bombastisch!: Das Beste von Hellas Rasselbande. Vol. 2. (Schulte & Gerth, 1997)

### Mitwirkung
- Sieben mal siebzig. (Schulte & Gerth, 1994) [mit Kindersolisten aus der „Rasselbande“]